# 국소 콤팩트 공간
일반위상수학에서 국소 콤팩트 공간(局所compact空間, 영어: locally compact space)은 국소적으로 콤팩트한 구조를 갖는 위상 공간이다.

## 정의
임의의 위상 공간 {\displaystyle X}에 대하여, 만약 다음 조건이 성립한다면, {\displaystyle X}를 국소 콤팩트 공간이라고 한다.:182, §29
- {\displaystyle X}의 모든 점은 항상 콤팩트 근방을 갖는다.

하우스도르프 분리 공리를 가정한다면, 국소 콤팩트 공간의 개념은 다음과 같이 다양하게 정의할 수 있다. 구체적으로, 하우스도르프 공간 {\displaystyle X}에 대하여, 다음 조건들이 서로 동치이다.
- (1) 국소 콤팩트 공간이다.
- (2) {\displaystyle X}의 모든 점은 닫힌 콤팩트 근방을 갖는다.
- (2’) {\displaystyle X}의 모든 점은 상대 콤팩트 근방을 갖는다.
- (2’’) {\displaystyle X}의 모든 점은 상대 콤팩트 국소 기저를 갖는다.
- (3) {\displaystyle X}의 모든 점은 콤팩트 국소 기저를 갖는다.
- (4) {\displaystyle X}의 모든 점은 닫힌 콤팩트 국소 기저를 갖는다.
- (5) {\displaystyle X}는 어떤 콤팩트 하우스도르프 공간의 열린집합과 위상동형이다.[1]:185, Corollary 29.4
- (5’) {\displaystyle X}의 알렉산드로프 콤팩트화가 하우스도르프 공간이다.[1]:183

그러나 하우스도르프 공간이 아닌 위상 공간의 경우 위 조건들이 서로 동치이지 않다. 마지막 두 조건은 스스로 하우스도르프 조건을 함의하며, 조건 (4)는 (완비) 정칙 조건을 함의한다. 위 조건들의 일반적인 함의 관계는 다음과 같다.
|                  |   | (2) ↔ (2’) ↔ (2’’) |   |     |
|                  | ↗ |                    | ↘ |     |
| (5) ↔ (5’) → (4) |   |                    |   | (1) |
|                  | ↘ |                    | ↗ |     |
|                  |   | (3)                |   |     |

## 성질

### 함의 관계
콤팩트 공간은 (자명하게) 국소 콤팩트 공간이다.:182
모든 국소 콤팩트 하우스도르프 공간은 베르 공간이며 (베르 범주 정리) 또한 티호노프 공간이다.
증명 (국소 콤팩트 하우스도르프 공간은 티호노프 공간):
{\displaystyle X}가 국소 콤팩트 하우스도르프 공간이며, {\displaystyle F\subseteq X}가 닫힌집합이며, {\displaystyle x\in X\setminus F}라고 하자. {\displaystyle x}의 상대 콤팩트 근방 {\displaystyle U}를 고르자. 그렇다면 {\displaystyle \operatorname {cl} U}는 콤팩트 집합이므로, 티호노프 공간이다. 따라서 {\displaystyle x}와
{\displaystyle F_{0}=(\operatorname {cl} U\setminus U)\cup (\operatorname {cl} U\cap F)}
를 분리하는 연속 함수
{\displaystyle f_{0}\colon \operatorname {cl} U\to [0,1]}
{\displaystyle f_{0}(x)=0}
{\displaystyle f_{0}|_{F_{0}}=1}
가 존재한다. {\displaystyle \operatorname {cl} U}와 {\displaystyle X\setminus U}가 {\displaystyle X}의 유한 닫힌 덮개를 이루며, 그 교집합은 {\displaystyle F_{0}}에 포함되므로, 함수
{\displaystyle f\colon X\to [0,1]}
{\displaystyle f|_{\operatorname {cl} U}=f_{0}}
{\displaystyle f|_{X\setminus U}=1}
는 잘 정의되며, 연속 함수이다. 또한 {\displaystyle f}는
{\displaystyle f(x)=0}
{\displaystyle f|_{F}=1}
을 만족한다.

### 연산에 대한 닫힘
국소 콤팩트 공간 {\displaystyle X}와 위상 공간 {\displaystyle Y}가 주어졌다고 하자. 만약 전사 연속 열린 함수 {\displaystyle f\colon X\to Y}가 존재한다면, {\displaystyle Y} 역시 국소 콤팩트 공간이다.
국소 콤팩트 하우스도르프 공간의 닫힌집합과 열린집합은 국소 콤팩트 하우스도르프 공간이다.:185, Corollary 29.3 반대로, 하우스도르프 공간의 국소 콤팩트 조밀 집합은 열린집합이다.:149, Theorem 3.3.9:392 즉, 하우스도르프 공간의 국소 콤팩트 집합은 항상 열린집합과 닫힌집합의 교집합이다.
증명:
하우스도르프 공간 {\displaystyle X}의 부분집합 {\displaystyle D\subseteq X}가 국소 콤팩트 집합이자 조밀 집합이라고 하자. 임의의 {\displaystyle x\in D}에 대하여,
{\displaystyle x\in U\subseteq D}
인 {\displaystyle X}의 열린집합 {\displaystyle U}를 찾으면 족하다.
{\displaystyle x\in D\cap U\subseteq K\subseteq D}
인 {\displaystyle X}의 열린집합 {\displaystyle U} 및 콤팩트 집합 {\displaystyle K}를 고르자. {\displaystyle \operatorname {cl} D=X}이며, {\displaystyle K}가 {\displaystyle X}의 닫힌집합이므로,
{\displaystyle x\in U=U\cap X=U\cap \operatorname {cl} D\subseteq \operatorname {cl} (U\cap D)\subseteq \operatorname {cl} K=K\subseteq D}
이다.
위상 공간들의 집합 {\displaystyle (X_{i})_{i\in I}}에 대하여, 다음 두 조건이 서로 동치이다.
- 곱공간 {\displaystyle \textstyle \prod _{i\in I}X_{i}}은 국소 콤팩트 하우스도르프 공간이다.
- 모든 {\displaystyle X_{i}}는 국소 콤팩트 하우스도르프 공간이며, 유한 개를 제외하면 콤팩트 공간이다.

### 위상군
{\displaystyle G}가 국소 콤팩트 하우스도르프 위상군이며, {\displaystyle H\subseteq G}가 그 부분군이라고 하자. 그렇다면, 잉여류 공간 {\displaystyle G/H}는 국소 콤팩트 공간이다.:186, Exercise 29.9

### 위상 벡터 공간
{\displaystyle \mathbb {K} \in \{\mathbb {R} ,\mathbb {C} \}} 및 하우스도르프 {\displaystyle \mathbb {K} }-위상 벡터 공간 {\displaystyle V}에 대하여, 다음 조건들이 서로 동치이다.:16–18, Theorems 1.21–23
- 국소 콤팩트 공간이다.
- 국소 유계 공간이며, 모든 유계 닫힌집합은 콤팩트 집합이다.
- 유한 차원 공간이다. 즉, 벡터 공간 {\displaystyle \mathbb {K} ^{n}} ({\displaystyle n\in \mathbb {N} })과 동형이다.
- 위상 벡터 공간 {\displaystyle \mathbb {K} ^{n}} ({\displaystyle n\in \mathbb {N} })과 동형이다.

## 예
(유한 차원) 유클리드 공간 {\displaystyle \mathbb {R} ^{n}} 은 국소 콤팩트 하우스도르프 공간이다. 그러나 가산 무한 곱공간 {\displaystyle \mathbb {R} ^{\aleph _{0}}}는 국소 콤팩트 하우스도르프 공간이 아니다.:182–183, Example 29.2
p진수선 {\displaystyle \mathbb {Q} _{p}}은 국소 콤팩트 하우스도르프 공간이다.
모든 이산 공간은 자명하게 국소 콤팩트 하우스도르프 공간이다. 모든 비이산 공간은 (하우스도르프 공간이 아닐 수 있지만) 항상 자명하게 국소 콤팩트 공간이다.
유리수 공간 {\displaystyle \mathbb {Q} }는 하우스도르프 공간이지만 국소 콤팩트 하우스도르프 공간이 아니다.:186, Exercise 3.1